# Hermann Bondi
Hermann Bondi (Miembro de la Royal Society) (Viena, 1 de noviembre de 1919-Cambridge, 10 de septiembre de 2005) fue un físico, matemático y cosmólogo británico-austriaco.
Junto con Fred Hoyle y Thomas Gold, elaboró la teoría del Estado Estacionario, alternativa a la teoría del Big Bang, según la cual el Universo se mantiene uniforme en el espacio y en el tiempo. Entre sus trabajos más importantes destacan sus aportaciones sobre la teoría de la relatividad general.
Llegó a Cambridge en 1937 huyendo del fuerte antisemitismo presente en Austria. A comienzos de la Segunda Guerra Mundial fue internado prisionero en la Isla de Man y en Canadá como nativo de un país del Eje alemán. Fue liberado en 1941 trabajando en el sistema de radar junto con Fred Hoyle. En 1946 adquirió la nacionalidad británica.
Además de sus posiciones académicas y sus trabajos de investigación se mostró un miembro activo de diferentes sociedades científicas ocupando importantes puestos en la gestión científica del Reino Unido. Entre sus puestos más importantes:
- Director general de la Organización Europea para la Investigación Espacial (ESRO, 1967–1971, más tarde convertida en la Agencia Espacial Europea, ESA).
- Asesor científico principal del Ministerio de Defensa (1971-1977).
- Maestro del Churchill College de la Universidad de Cambridge (1983–1990).

En 1947 se casó con la matemática y astrónoma Christine Stockman, que había sido una de las estudiantes de investigación de Fred Hoyle. Tuvieron dos hijos y tres hijas. Murió a los 85 años.